# Кокоа амазонійський
Коко́а амазонійський (Xiphorhynchus spixii) — вид горобцеподібних птахів родини горнерових (Furnariidae). Ендемік Бразилії. Вид названий на честь німецького натураліста Йоганна Баптиста фон Спікса.

## Поширення і екологія
Амазонійські кокоа поширені на південному сході Бразильської Амазонії, на південь від Амазонки, від Тапажоса і Телес-Пірес на схід до північного Мараньяну і західного Токантінса, зокрема на острові Маражо. Вони живуть в підліску вологих рівнинних тропічних лісів і варзейських лісів. Зустрічаються на висоті до 500 м над рівнем моря. Живляться комахами.